# Universidade da República
A Universidade da República (em espanhol Universidad de la República - UdelaR) é a única instituição de ensino superior pública do Uruguai. Sendo a maior e a mais importante de seu país, a Universidade conta com mais de 100 mil estudantes (108 886 estudantes em 2012) e compreende catorze faculdades, além de vários institutos e escolas universitárias. Foi fundada em 18 de julho de 1849, em Montevidéu.

## Galeria

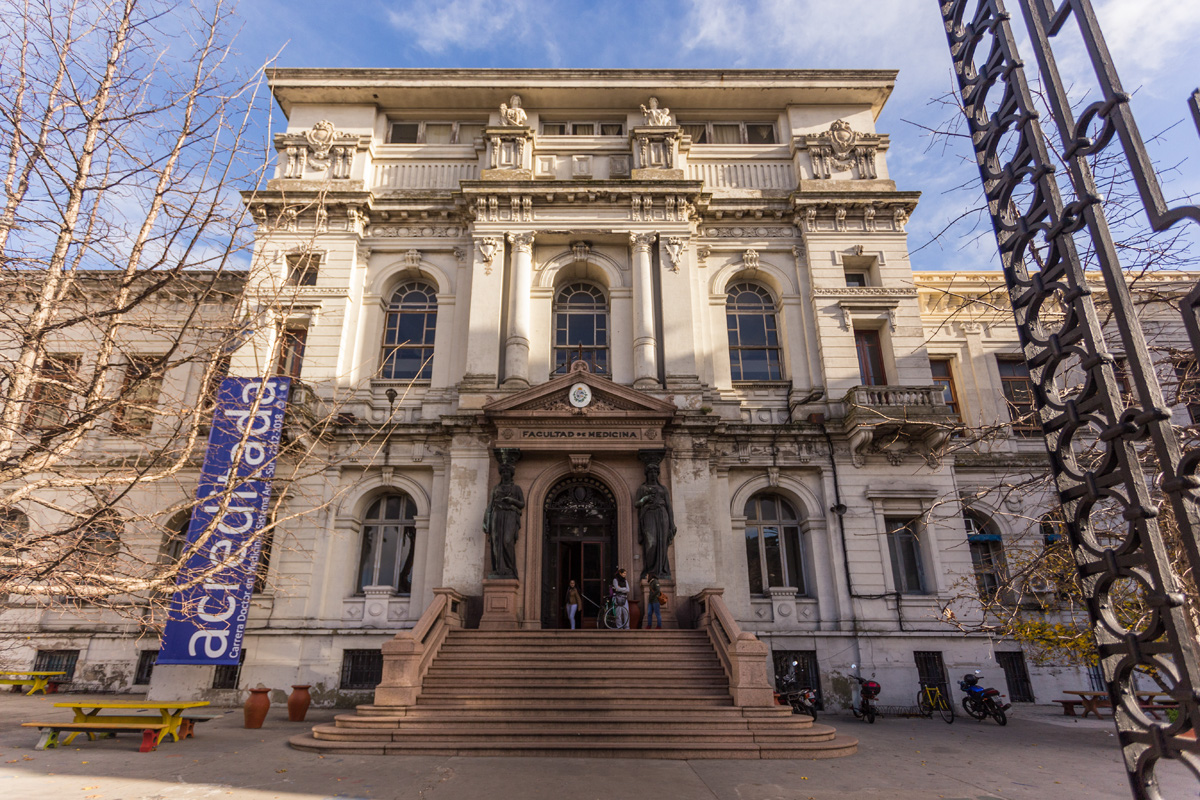
Faculdade de Medicina
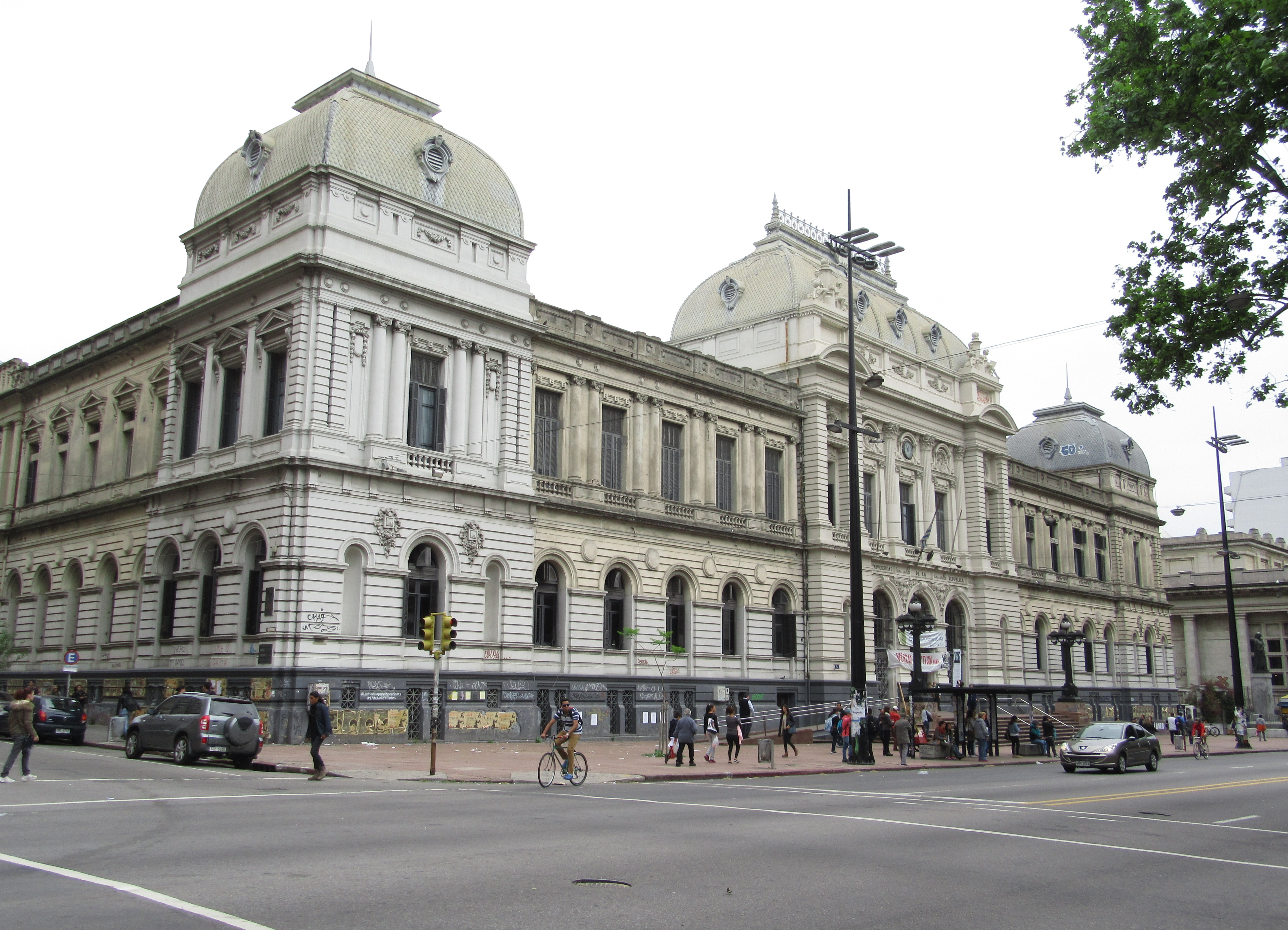
Sede (Reitoria) da Universidade e Faculdade de Direito
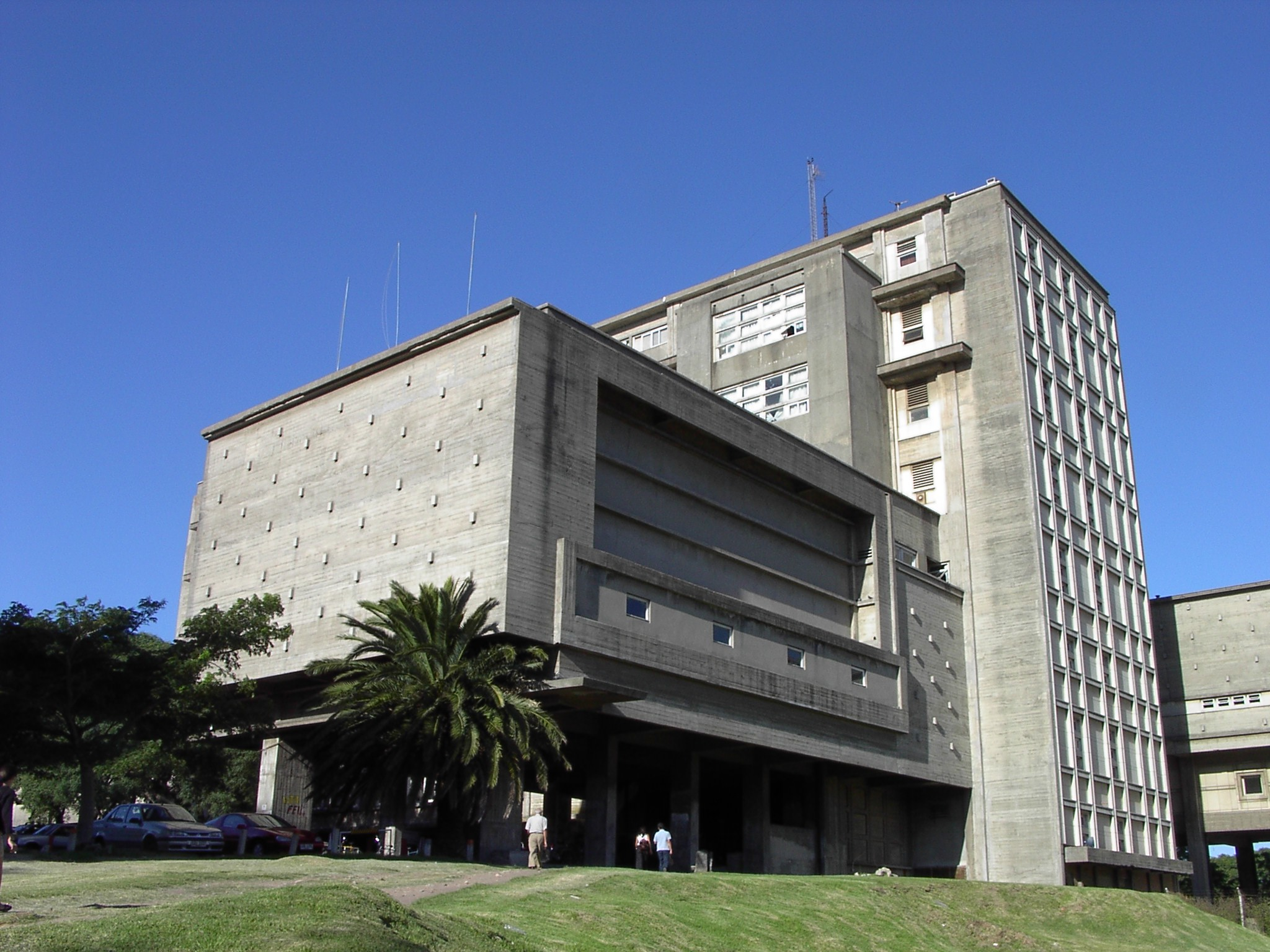
Faculdade de Engenharia
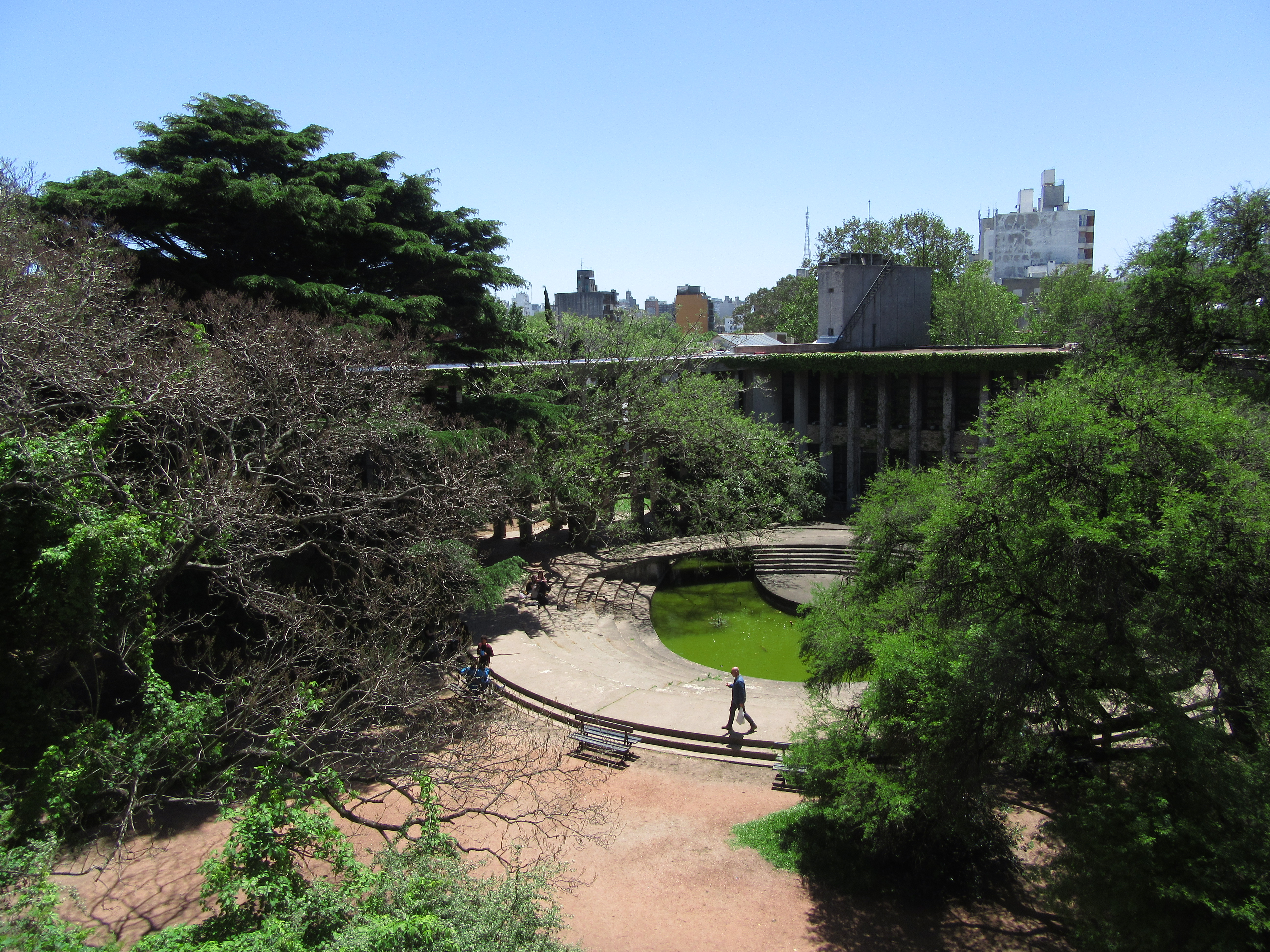
Faculdade de Arquitetura
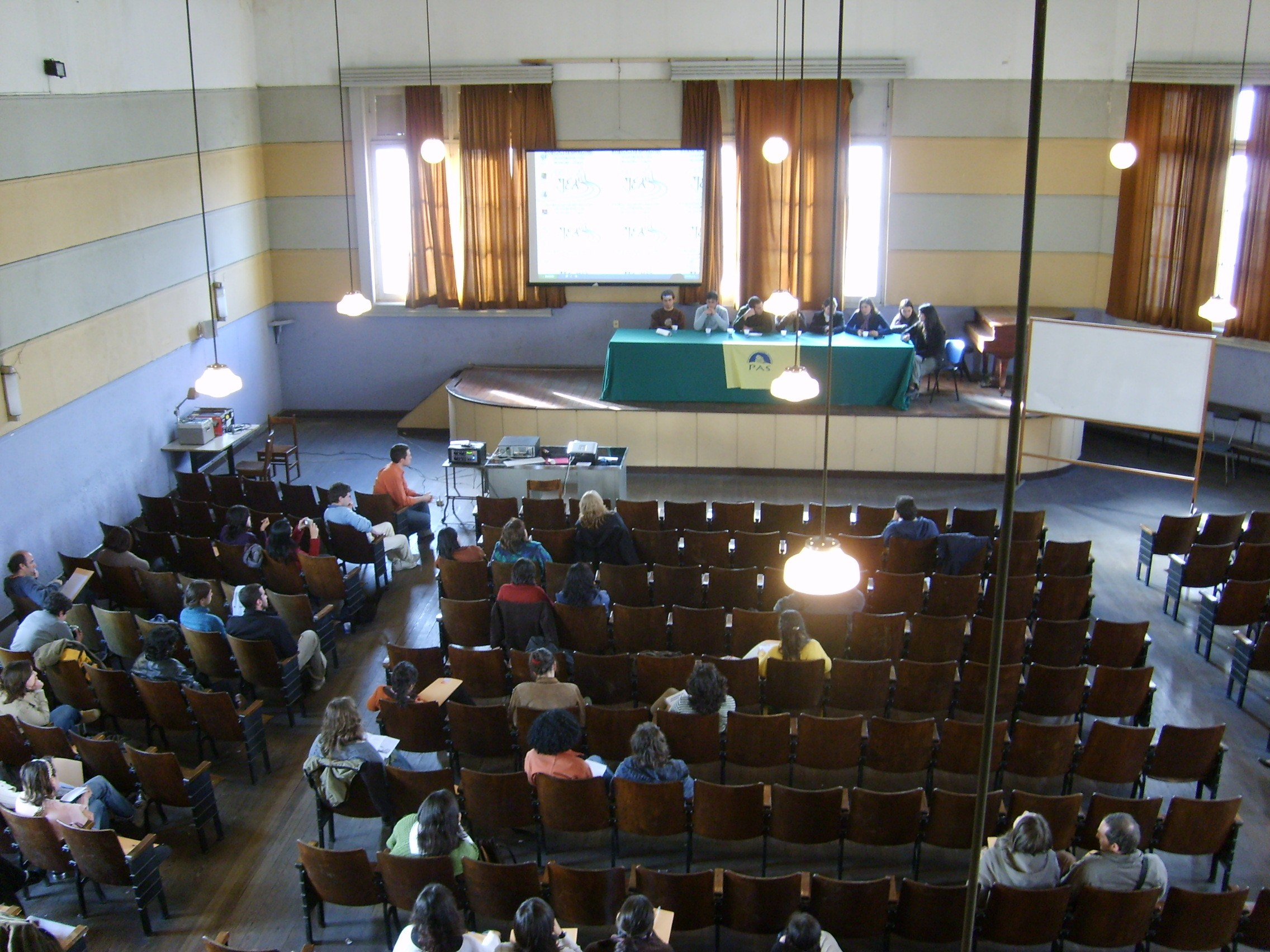
Interior da Faculdade de Humanidades e Ciências da Educação
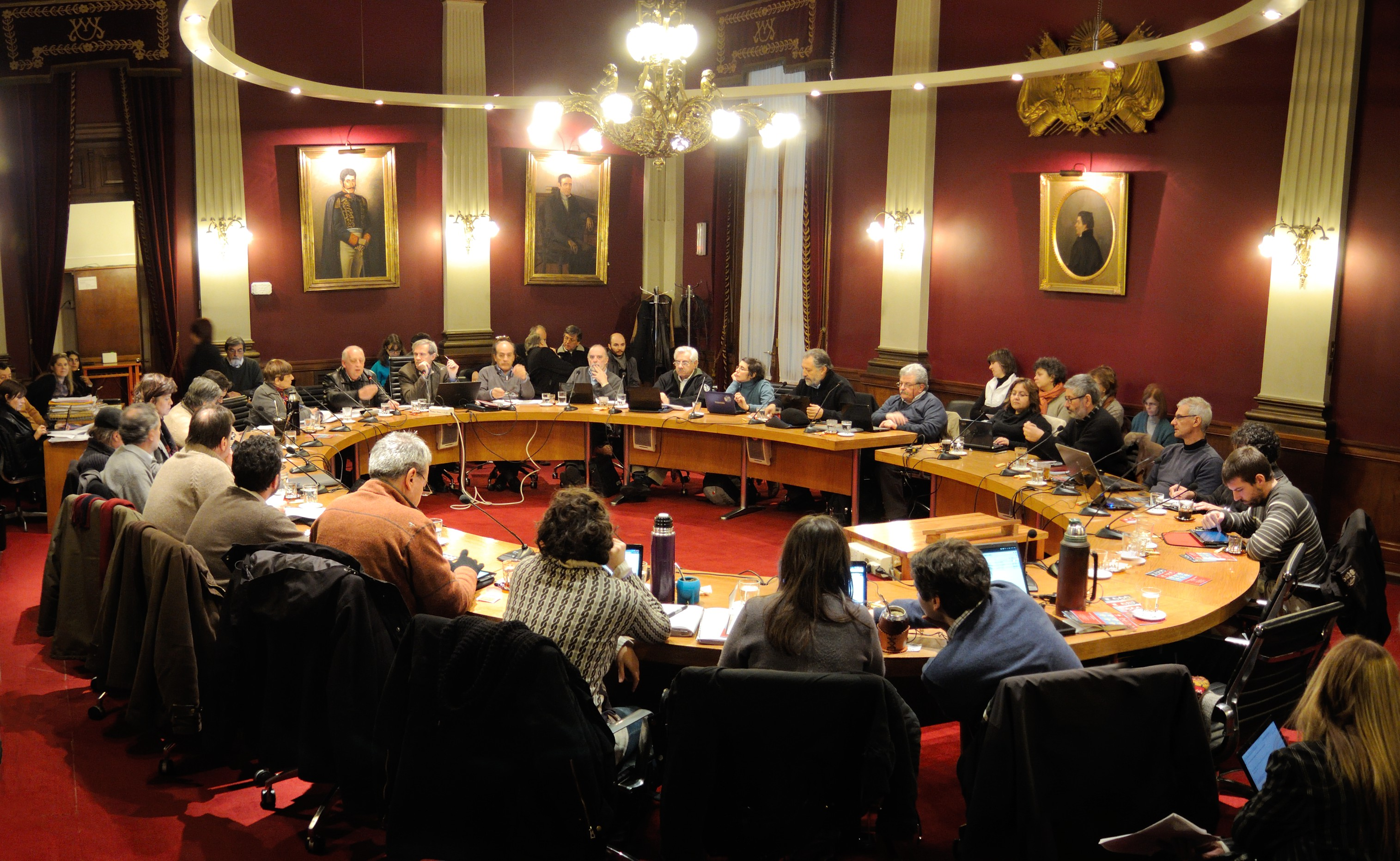
Reunião do conselho diretório central (CDC)